# Залесиці (Сілезьке воєводство)
Залесиці (пол. Zalesice) — село в Польщі, у гміні Пширув Ченстоховського повіту Сілезького воєводства.
Населення — 407 осіб (2011).
У 1975-1998 роках село належало до Ченстоховського воєводства.

## Демографія
Демографічна структура станом на 31 березня 2011 року:
|          | Загалом | Допрацездатний вік | Працездатний вік | Постпрацездатний вік |
| -------- | ------- | ------------------ | ---------------- | -------------------- |
| Чоловіки | 206     | 39                 | 141              | 26                   |
| Жінки    | 201     | 30                 | 116              | 55                   |
| Разом    | 407     | 69                 | 257              | 81                   |